# José Núñez Larraz
José Núñez Larraz (Salamanca, 1916 - ibdem, 1995) fue un fotógrafo, librero e impresor español.

## Biografía
José Núñez Larraz nació en Salamanca en 1916, donde publicó su primer reportaje fotográfico en 1931, en El Adelanto. La Guerra Civil le sorprendió cubriendo una información en Barcelona lo que le valió sufrir la persecución en la cárcel cuando volvió a Salamanca.
La dictadura franquista le prohibió ejercer como reportero gráfico. Represaliado por su militancia en el PCE se ganó la vida en su pequeña librería de la Rúa Mayor, cerrada en 2007 por ruina de la finca en cuyos bajos se alojaba, así como en su imprenta Vítor, al lado de la oficina principal de Correos.
Durante la dictadura, Pepe Núñez participó activamente en la reconstrucción del Partido Comunista en Salamanca, y más adelante en las primeras movilizaciones populares de esta ciudad. Entre otras cosas, era el responsable de la difusión del periódico clandestino del PCE “Mundo Obrero”, lo que le llevó a colaborar estrechamente con históricos dirigentes como el escritor Armando López Salinas, el director de cine Juan Antonio Bardem o el mítico Francisco Romero Marín “El Tanque”.
Al finalizar la dictadura, fue elegido concejal del Ayuntamiento de Salamanca por el PCE en las primeras elecciones democráticas. Durante los años posteriores, mientras muchos dirigentes del PCE iban marchándose al PSOE, Pepe Núñez mantuvo su carnet y su militancia en el Partido Comunista.

## El fotógrafo
Compaginó su tarea política, laboral y familiar con el arte de la fotografía, que le llevó a ser descrito por algunos como “el fotógrafo de Castilla”, por ser el fotógrafo de esta tierra que ha participado en más exposiciones nacionales e internacionales,[cita requerida] además de numerosos premios. Su estudio fue un espacio de libertad y un refugio para la clandestinidad: por él pasaron numerosos militantes comunistas y jóvenes artistas de toda España.
Su obra fotográfica ha sido destacada por la crítica por su acercamiento a la soledad de los habitantes de la Salamanca de la época, soledad que como represaliado conoció muy de cerca, frente a la visión monumental y grandilocuente que los artistas del Régimen predicaban de la ciudad.
En 1991, Núñez recibió el reconocimiento a toda su carrera convirtiéndose en el primer fotógrafo en ganar un Premio Castilla y León de las Artes. El cineasta Basilio Martín Patino, miembro del jurado, describió entonces a Núñez Larraz como “un ilustre fotógrafo, un hombre bueno y un exquisito artista, que ha estado intensamente marginado”.
A partir de entonces, cedió toda su colección de fotografías artísticas a la Filmoteca Regional. En 1994, un año antes de su muerte, Pepe Núñez recibió la medalla de oro del Ayuntamiento de Salamanca.
Padre de tres hijos, entre ellos el prestigioso poeta Aníbal Núñez, que falleció siete años antes que Pepe, y que también ha llevado lejos el nombre de Salamanca, figurando en las antologías poéticas de esta época como un poeta inclasificable y de gran valor estético.
- Datos: Q5944330